# Cariologia
Cariologia é a ciência dentro da Odontologia que estuda os processos que levam às estruturas dentárias e a dinâmica da cárie.